# Melhores do Ano
O Melhores do Ano (anteriormente chamado também de Troféu Domingão Melhores do Ano), é uma premiação da TV Globo realizada anualmente em que o público vota entre três artistas que fizeram sucesso durante o ano na emissora e na música. Foi realizada entre 1995 e 2019 no programa Domingão do Faustão, passando em 2021 para o Domingão com Huck. Os artistas são previamente escolhidos pelos seus funcionários e os três melhores vão para a votação do público.

## História
Originalmente, a premiação era sempre exibida no último domingo do ano, anualmente em dezembro, até 2007. De 2009 a 2014, passou a ser realizada em fins de março, nas proximidades do aniversário do programa e do início da nova programação da emissora, em abril. A partir de 2009, passa a ser exibida no último domingo de março até 2014, quando a premiação voltou a acontecer em dezembro de cada ano. Apesar das mudanças na data da cerimônia de premiação, o Troféu Mário Lago continuou sendo entregue no último domingo do ano, tendo a sua última cerimônia em 2020. De 1995 até 1998, a premiação era gravada e exibida no Teatro Fênix. A partir de 1999, a premiação passou a ser gravada e exibida nos Estúdios Globo. Com o advento da votação popular a partir de 2002, a premiação passou a ser transmitida ao vivo, durando até 2018, quando voltou a ser gravada entre 2019 e 2023. Em 2024, os resultados voltaram a ser divulgados ao vivo.
Em 2020, a edição não foi realizada devido à pandemia de COVID-19, impossibilitando a reunião de artistas devido às medidas de segurança, retornando em 2021, mas com mudanças: com a saída de Faustão da TV Globo em junho de 2021, que causou o fim do Domingão do Faustão, a premiação passa a ser apresentada por Luciano Huck e realizada no Domingão com Huck e pela primeira vez, aconteceu no primeiro domingo do ano seguinte.
De maneira inédita, em 2024, outra emissora além da própria TV Globo transmitiu ao vivo a premiação. Coube ao SBT realizar tal feito em uma transmissão simultânea, interrompendo por 15 minutos o Programa Silvio Santos para exibir a homenagem ao comunicador, assim como Patrícia Abravanel recebeu o troféu de Melhor dos Melhores em nome da família. A edição também contou com convidadas de outras emissoras como Daniela Beyruti (SBT), Ticiane Pinheiro (Record) e Sonia Abrão (RedeTV!).

## Edições
| #  | Ano  | Apresentação | Local          | Cidade         | Audiência | Ref.   |
| -- | ---- | ------------ | -------------- | -------------- | --------- | ------ |
| 1  | 1995 | Faustão      | Teatro Fênix   | Rio de Janeiro | –         | [ 2 ]  |
| 2  | 1996 | Faustão      | Teatro Fênix   | Rio de Janeiro | –         | [ 2 ]  |
| 3  | 1998 | Faustão      | Teatro Fênix   | Rio de Janeiro | –         | [ 2 ]  |
| 4  | 1999 | Faustão      | Estúdios Globo | Rio de Janeiro | –         | [ 2 ]  |
| 5  | 2000 | Faustão      | Estúdios Globo | Rio de Janeiro | –         | [ 2 ]  |
| 6  | 2001 | Faustão      | Estúdios Globo | Rio de Janeiro | –         | [ 2 ]  |
| 7  | 2002 | Faustão      | Estúdios Globo | Rio de Janeiro | –         | [ 2 ]  |
| 8  | 2003 | Faustão      | Estúdios Globo | Rio de Janeiro | –         | [ 2 ]  |
| 9  | 2004 | Faustão      | Estúdios Globo | Rio de Janeiro | –         | [ 2 ]  |
| 10 | 2005 | Faustão      | Estúdios Globo | Rio de Janeiro | –         | [ 2 ]  |
| 11 | 2006 | Faustão      | Estúdios Globo | Rio de Janeiro | –         | [ 2 ]  |
| 12 | 2007 | Faustão      | Estúdios Globo | Rio de Janeiro | –         | [ 2 ]  |
| 13 | 2008 | Faustão      | Estúdios Globo | Rio de Janeiro | –         | [ 2 ]  |
| 14 | 2009 | Faustão      | Estúdios Globo | Rio de Janeiro | –         | [ 2 ]  |
| 15 | 2010 | Faustão      | Estúdios Globo | Rio de Janeiro | –         | [ 7 ]  |
| 16 | 2011 | Faustão      | Estúdios Globo | Rio de Janeiro | –         | [ 8 ]  |
| 17 | 2012 | Faustão      | Estúdios Globo | Rio de Janeiro | 20,0      | [ 9 ]  |
| 18 | 2013 | Faustão      | Estúdios Globo | Rio de Janeiro | 19,0      | [ 10 ] |
| 19 | 2014 | Faustão      | Estúdios Globo | Rio de Janeiro | 15,3      | [ 11 ] |
| 20 | 2015 | Faustão      | Estúdios Globo | Rio de Janeiro | 15,8      | [ 12 ] |
| 21 | 2016 | Faustão      | Estúdios Globo | Rio de Janeiro | 16,5      | [ 13 ] |
| 22 | 2017 | Faustão      | Estúdios Globo | Rio de Janeiro | 20,4      | [ 14 ] |
| 23 | 2018 | Faustão      | Estúdios Globo | Rio de Janeiro | 15,9      | [ 15 ] |
| 24 | 2019 | Faustão      | Estúdios Globo | Rio de Janeiro | 18,5      | [ 16 ] |
| 25 | 2021 | Luciano Huck | Estúdios Globo | Rio de Janeiro | 13,9      | [ 17 ] |
| 26 | 2022 | Luciano Huck | Estúdios Globo | Rio de Janeiro | 14,2      | [ 18 ] |
| 27 | 2023 | Luciano Huck | Estúdios Globo | Rio de Janeiro | 14,0      | [ 19 ] |
| 28 | 2024 | Luciano Huck | Estúdios Globo | Rio de Janeiro | 14,2      | [ 20 ] |

## Categorias

### Prêmios atuais
| Produções - Novela do Ano (2021–presente) - Série do Ano (2021–presente) |  | Atuação - Atriz de Novela (1995–presente) - Ator de Novela (1995–presente) - Atriz de Série (2014–presente) - Ator de Série (2014–presente) - Atriz Coadjuvante (1996–presente) - Ator Coadjuvante (1996–presente) - Revelação do Ano (2023–presente) |  | Outros - Humor: Troféu Paulo Gustavo (1995–presente) - Música do Ano (1995–presente) - Jornalista (2003–presente) - Profissional do Esporte (2024–presente) |

### Prêmios retirados
| - Ator Revelação (1995–2019) - Atriz Revelação (1996–2019) - Sucesso do Ano (1995–1996) - Revelação Musical (1998–2011) - Banda ou Dupla (1999–2011) | - Cantora (1999–2011; 2013–2019) - Cantor (1999–2011; 2013–2019) - Disco do Ano (1999–2000) - Destaque do Ano (1999–2007) - Música de Abertura (2001–2002) | - Trilha Sonora (2001–2007) - Ator/Atriz Mirim (2002–2019) - Efeitos Especiais (2002) - Reality Show Feminino (2002) - Reality Show Masculino (2002) | - Música de Personagem (2002) - Esportista (2003–2009) - O Melhor na Dança (2006) - Destaque no Domingão (2007) - Personalidade Digital (2021) |

## Prêmios especiais

### Prêmios especiais atuais
- Troféu Inspiração (2021–presente)
- Melhor dos Melhores (2024)

### Prêmios especiais retirados
- Troféu Mário Lago (2001–2020)
- Personagem do Ano (2016–2019)

## Estatísticas

### Resumo
A seguir, uma lista das produções e artistas mais premiados em cada categoria:
| Categoria   | Indicado(a)         | Prêmios    |
| ----------- | ------------------- | ---------- |
| Novela      | A Força do Querer   | 8 prêmios  |
| Série       | Sob Pressão         | 9 prêmios  |
| Programa    | Zorra Total         | 11 prêmios |
| Atriz       | Adriana Esteves     | 7 prêmios  |
| Ator        | Bruno Gagliasso     | 5 prêmios  |
| Cantora     | Ivete Sangalo       | 12 prêmios |
| Cantor      | Luan Santana        | 12 prêmios |
| Banda/dupla | Victor & Leo        | 4 prêmios  |
| Jornalista  | Fátima Bernardes    | 5 prêmios  |
| Autoria     | Lucas Paraizo       | 3 prêmios  |
| Direção     | Andrucha Waddington | 2 prêmios  |

## Logotipos

De 2005 até 2013.
De 2014 até 2015.
De 2016 até 2019.
Desde 2021.